# Peltotrupes youngi
Peltotrupes youngi is een keversoort uit de familie mesttorren (Geotrupidae). De wetenschappelijke naam van de soort werd in 1955 gepubliceerd door Henry Fuller Howden.